# Le avventure di Saffo
Le avventure di Saffo, poetessa di Mitilene è un romanzo di Alessandro Verri, pubblicato nel 1782. L'autore dà di Saffo una rappresentazione di estrema purezza: il motivo del suicidio della poetessa a causa dell'amore non ricambiato non è esente da influssi della moda wertheriana allora dilagante per l'Europa. La prima edizione fu stampata dal Giunchi di Roma nel 1780 con il falso luogo di Padova.

## Trama
Verri utilizza l'espediente letterario tipico dei suoi tempi, cioè il ritrovamento di un raro manoscritto in greco antico  che lui traduce in italiano.
Lesbo,VI secolo a.C., la poetessa Saffo è ormai anziana e ha percorso diversi viaggi, insegnando la danza e il canto alle fanciulle. Ora che è anziana, è sola e non riesce più a celebrare Venere. Incontra il giovane e bello Faone, con cui intreccia una intensa relazione amorosa. Ella però, così facendo, incorre nello scherno dei concittadini e soprattutto nelle ire di Venere, che decide di rovinare l'idillio amoroso con una maledizione.
Quando Saffo apprende che Faone è innamorato di una ragazza più giovane, Saffo impazzisce e decide di suicidarsi dalla rupe Leucade.